# Messouya
Ne doit pas être confondu avec Messuya.

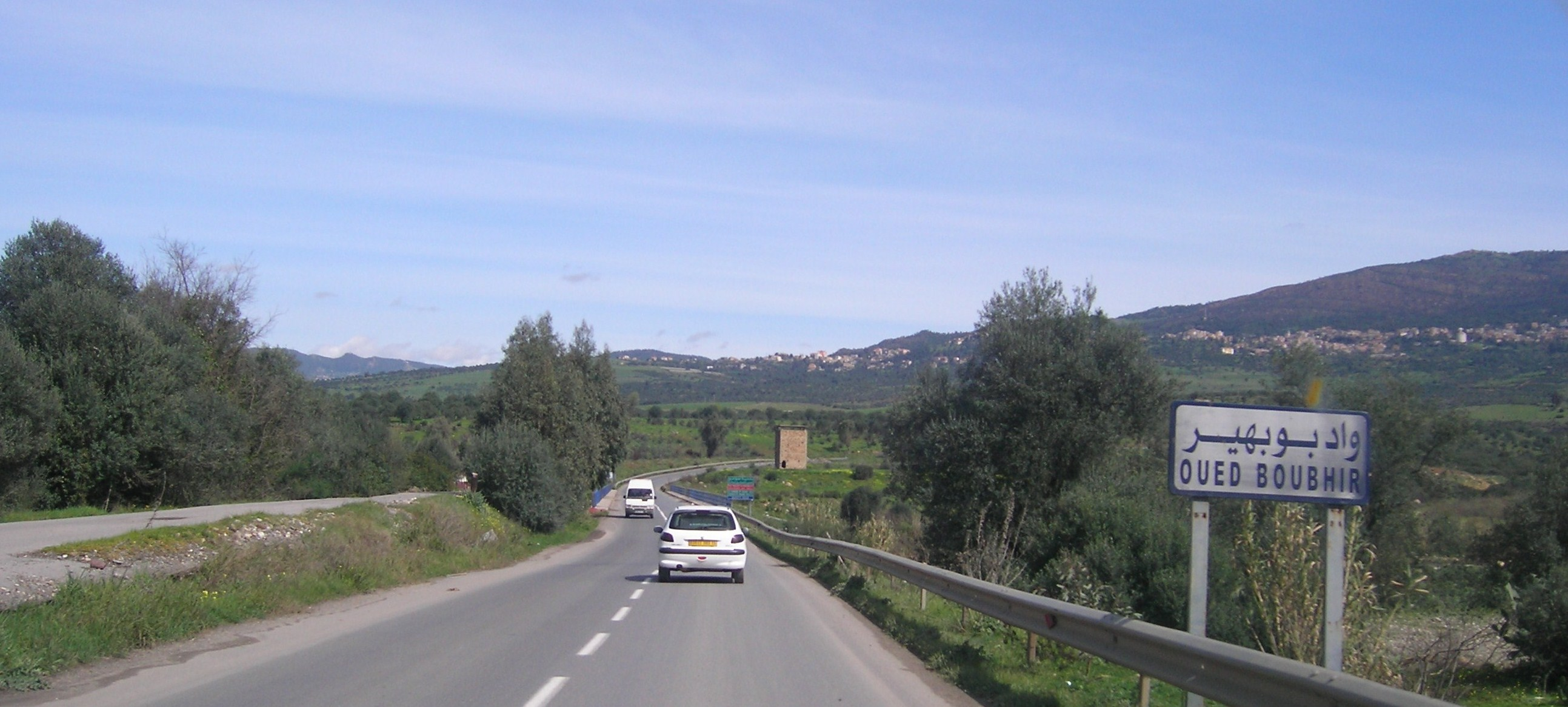
Traversée de l'oued Boubhir dans la vallée de Messouya.

Messouya est une vallée dans l'arrière-pays du Djurdjura, dans la région de Kabylie en Algérie.
Elle se situe entre Ait Ghobri, Aït Idjer, At Ziki, Illoula Oumalou, Imsouhal, Aït Yahia et Souamâa. C’est la partie amont de l'oued Sebaou. Elle est empruntée pour l'accès à la forêt et au lac Noir d'Akfadou.
En 2014, les villages des environs demandent la construction d'un hôpital dans ce secteur.